# Rhytidochrota
Rhytidochrota is een geslacht van rechtvleugeligen uit de familie veldsprinkhanen (Acrididae). De wetenschappelijke naam van dit geslacht is voor het eerst geldig gepubliceerd in 1873 door Stål.

## Soorten
Het geslacht Rhytidochrota omvat de volgende soorten:
- Rhytidochrota boliviana Bruner, 1922
- Rhytidochrota brunneri Stål, 1878
- Rhytidochrota nigra Descamps & Amédégnato, 1973
- Rhytidochrota ochracea Descamps & Amédégnato, 1973
- Rhytidochrota peruviana Bruner, 1910
- Rhytidochrota polia Hebard, 1923
- Rhytidochrota risaraldae Descamps & Amédégnato, 1973
- Rhytidochrota turgida Stål, 1873